# Takekazu Suzuki
Takekazu Suzuki (jap. 鈴木 武一, Suzuki Takekazu; * 8. April 1956 in der Präfektur Miyagi) ist ein ehemaliger japanischer Fußballspieler und -trainer.

## Karriere
Suzuki erlernte das Fußballspielen in der Schulmannschaft der Sendai Daini High School. Seinen ersten Vertrag unterschrieb er 1975 bei den Yomiuri. Der Verein spielte in der zweithöchsten Liga des Landes, der Japan Soccer League Division 2. 1977 wurde er mit dem Verein Meister der Division 2 und stieg in die Division 1 auf. Mit dem Verein wurde er 1983 und 1984 japanischer Meister. Für den Verein absolvierte er 62 Erstligaspiele.

## Erfolge
Yomiuri
- Japan Soccer League

Meister: 1983, 1984
Vizemeister: 1979, 1981
- JSL Cup

Sieger: 1979, 1985
- Kaiserpokal

Sieger: 1984
Finalist: 1981